# Sentier du littoral de Deshaies
Le sentier du littoral de Deshaies est un sentier de randonnée de 5 km situé en Guadeloupe sur l'île de Basse-Terre sur le territoire de la commune de Deshaies. 

## Description
Le sentier suit l'ancienne route coloniale. Il part de l'école Betzy, près du cimetière de Deshaies et se termine à la plage de la Perle. Il traverse le Gros Morne qui abrite une forêt xérophile et une futaie d'arbres de plus de 20 m de haut qui compte des gommiers rouges, du tendre à caillou, des fromagers, du bois d'Inde ou entre autres, des figuiers. Lors de la descente du Gros Morne, une plateforme conserve des canons du XVIIIe siècle qui faisaient partie de la défense de la ville de Deshaies lorsqu'elle était attaquée par les Anglais. 
La randonnée passe successivement par les sites suivants : 
- Gros Morne
- Le Gouffre
- Rivière Forban
- Plage de Grande Anse
- Rivière Ziotte
- Plage de Gadet
- Pointe le Breton
- Plage de la pointe Le Breton
- Pointe Rifflet
- Plage de Rifflet
- La Rate
- Plage de la Perle